# Munafiq
Munāfiq (en arabe : منافق, pluriel : munāfiqūn / منافقون) est un concept de l'islam, qui désigne un hypocrite en religion, quelqu'un qui pratique l'islam en apparence alors qu'il cache son incroyance (kufr) intérieure, parfois aussi sans le savoir.
L'hypocrisie est appelée nifaq en islam. En arabe, en bengali et en ourdou, l'expression de munafiq n'est pas exclusivement un concept religieux. Selon le sens religieux, ce terme s'applique à une personne dont les actes sont différents des pensées ou opposés à elles, et qui le cache aux autres. D'après le texte coranique, cette expression s'applique à une personne qui ne possède pas la foi musulmane, mais qui prétend l'avoir.

## Dans le Coran
Il y a dans le Coran des centaines de versets (ʾāyāt) qui développent le concept de munafiq. Voici comment commence la sourate 63, Al-Munafiqun, dédiée aux hypocrites :
Lorsque les hypocrites (munafiqun) viennent chez toi, ils disent : Nous attestons que tu es l’envoyé de Dieu. Dieu sait bien que tu es son apôtre, et il est témoin que les hypocrites mentent .
Les versets traitant des munafiqun concluent souvent que ces gens sont plus dangereux pour les musulmans que les plus incrédules des ennemis de l'islam :
Les hypocrites seront au plus bas degré du feu, et tu ne leur verras pas de protecteur.

## Dans les hadiths
Selon un hadith de l'authentique de Bukhari, raconté par 'Abdullah ibn 'Amr,
Le prophète a dit : Quiconque a les quatre caractéristiques suivantes sera un complet hypocrite et quiconque a l'une des quatre caractéristiques aura une caractéristique de l'hypocrisie à moins et jusqu'à ce qu'il l'abandonne.

Quand on lui fait confiance, il trahit.

Chaque fois qu'il parle, il dit un mensonge.

Chaque fois qu'il s'engage dans un accord, il se montre déloyal.

Chaque fois qu'il se dispute, il se comporte de manière imprudente, mauvaise et insultante.